# Wilhelm (margrabia Marchii Północnej)
Wilhelm (zm. 10 września 1056) – margrabia Marchii Północnej w latach 1045–1056. Zginął w bitwie pod Przecławą (okolice współczesnego Havelbergu).